# Kihajlás
A kihajlás az a mechanikai jelenség, amely keresztmetszetéhez képest hosszú egyenes rúd tengelyébe eső, megfelelően nagy nyomóerő hatására bekövetkezik.
Ha a nyomóerő kicsi, a rúd kissé összenyomódik, de egyenes marad. Ha a nyomóerőt növeljük, akkor egy bizonyos kritikus értéknél a rúd elgörbül, kihajlik és eltörik. Azt az erőt, amelynél a rúd eltörik, kritikus törőerőnek nevezik. Kis nyomóerő esetén a nyomott rúd stabil egyensúlyi helyzetben van, mivel ha a rúdra merőleges kis erővel terheljük, a rúd meggörbül, de a merőleges erő megszüntetésével visszatér eredeti helyzetébe. A törőerő elérésekor a kis oldalirányú erő okozta alakváltozás az erő megszüntetése után is megmarad. Ekkor a rúd közömbös (indifferens) egyensúlyi helyzetben van. Ha a rúd terhelése a kritikus törőerőnél nagyobb, a kitérés addig fokozódik, amíg a rúd eltörik, vagyis a rúd állapota instabil.

## Euler képlete

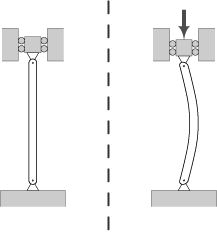
Kihajló rúd

Leonhard Euler 1757-ben a meghatározta a kritikus törőerő nagyságát arra az esetre, ha a törőerő által okozott nyomófeszültség kisebb, mint a rúd anyagának folyáshatára, más szóval, ha rugalmas kihajlás esete forog fenn. Ebben az esetben felírható a rugalmas szál differenciálegyenlete:
{\displaystyle {\frac {d^{2}y}{dx^{2}}}=-{\frac {M}{IE}}},
ahol az x tengelyt a rúd tengelyében vesszük fel, origójával a rúd egyik csuklós végpontjában (ahol a csukló miatt nyomaték nem ébredhet), az y tengely erre merőleges, M a rúd egy tetszőleges pontját terhelő hajlító nyomaték, I a rúd keresztmetszetének legkisebb másodrendű nyomatéka, E pedig a rúd anyagának rugalmassági modulusa. Az M hajlítónyomaték az Ft törőerő és az y kitérés szorzata:
{\displaystyle M=F_{t}y\,}.
Végül, ha bevezetjük az 
{\displaystyle \alpha ^{2}={\frac {F_{t}}{IE}}}
jelölést, a differenciálegyenlet ilyen alakú lesz:
{\displaystyle y^{\prime \prime }+\alpha ^{2}y=0}.
Ennek az egyenletnek az általános megoldása:
{\displaystyle y=A\sin(\alpha x)+B\cos(\alpha x){\frac {}{}}},
ahol A és B a peremfeltételektől függ. Mivel az l hosszúságú rúd mindkét végén csuklós megfogású,  
{\displaystyle y(0)=0{\frac {}{}}} és  {\displaystyle y(l)=0{\frac {}{}}}, így
{\displaystyle B=0{\frac {}{}}} és
{\displaystyle A\sin(\alpha l)=0{\frac {}{}}}.
Ez utóbbi nem triviális megoldásaiból gyakorlatilag az az érdekes eset, ha {\displaystyle \alpha l=\pi {\frac {}{}}}.
Visszahelyettesítve az értékeket a kritikus törőerő értékét kapjuk:
{\displaystyle F_{t}=\left({\frac {\pi }{l}}\right)^{2}IE}.
Ha a nyomott rúd nem csuklóval rendelkezik a végén, a differenciálegyenlet azonos lesz, csak a peremfeltételek lesznek eltérőek és ezek befolyásolják a törőerő nagyságát. Az alábbi ábra szerinti esetekre összefoglalóan a következő összefüggés írható: 
{\displaystyle F_{t}=\left({\frac {\pi }{l_{r}}}\right)^{2}IE},
{\displaystyle l_{r}=\mu {l}\,}
ahol μ a befogás fajtájától függő tényező, értéke az ábrán látható.
A gyakorlatban a törést okozó σt nyomófeszültséget szokás számolni:
{\displaystyle \sigma _{t}={\frac {F_{t}}{T}}},
ahol T a keresztmetszet területe. A másodrendű nyomaték az i inerciasugárral is felírható:
{\displaystyle I=i^{2}T\,},
és bevezetve a 
{\displaystyle \lambda ={\frac {l_{r}}{i}}},
karcsúságot, az Euler-képlet a törőfeszültségre így írható:
{\displaystyle \sigma _{t}=\left({\frac {\pi }{\lambda }}\right)^{2}E},

## Tetmajer képlete

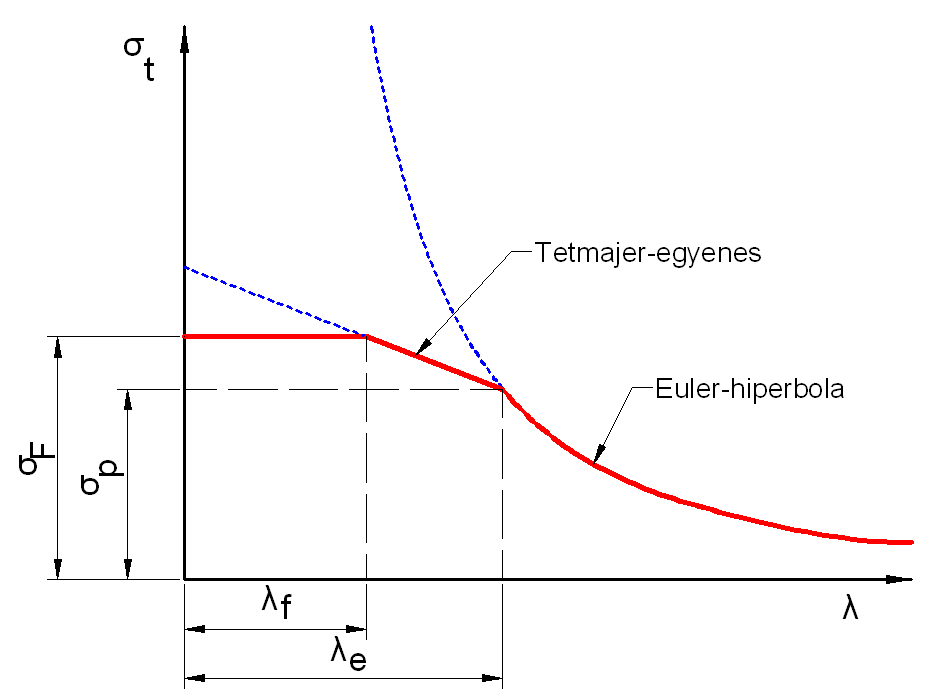
Törőfeszültség a karcsúság függvényében

A törőfeszültség csak akkor számítható a fenti összefüggés segítségével, ha az az arányossági határnál kisebb. Ebben a tartományban rugalmas kihajlásról beszélünk. Ha a törőfeszültséget a karcsúság függvényében ábrázoljuk, eredményül egy másodfokú hiperbolát, az úgynevezett Euler-hiperbolát kapjuk, amely azonban csak az arányossági határig érvényes. A σF folyáshatár a törőfeszültség felső határát jelenti. A folyáshatár és az arányossági határ között plasztikus kihajlásról beszélünk. Ebben a tartományban a magyar származású Tetmajer Lajos kísérletei szerint a λ - σt diagramban egy egyenessel ábrázolhatók. Ezek szerint:
{\displaystyle \sigma _{t}={\begin{cases}\left({\frac {\pi }{\lambda }}\right)^{2}E,&{\mbox{ha }}\sigma \leq \sigma _{p}\\a-b\lambda &{\mbox{ha }}\sigma _{p}\leq \sigma \leq \sigma _{F}\\\sigma _{F}&{\mbox{ha }}\sigma \geq \sigma _{F}\end{cases}}},
| Anyag         | Szakítószilárdság MPa | III. szakasz λ<λF | III. szakasz λ<λF | II. szakasz λF <λ< λe | II. szakasz λF <λ< λe | I. szakasz λ>λe σt MPa                           |
| Anyag         | Szakítószilárdság MPa | σt = σF MPa       | λf                | σt = a - bλ MPa       | λe                    | I. szakasz λ>λe σt MPa                           |
| ------------- | --------------------- | ----------------- | ----------------- | --------------------- | --------------------- | ------------------------------------------------ |
| Szénacél      | 370                   | 240               | 60                | 308–1,14λ             | 105                   | {\displaystyle {\frac {1441^{2}}{\lambda ^{2}}}} |
| Szénacél      | 480                   | 310               | 60                | 467–1,62λ             | 100                   | {\displaystyle {\frac {1432^{2}}{\lambda ^{2}}}} |
| Szénacél      | 520                   | 360               | 60                | 589–3,82λ             | 100                   | {\displaystyle {\frac {1432^{2}}{\lambda ^{2}}}} |
| Ötvözött acél | 650                   | 420               | 22                | 470–2,30λ             | 86                    | {\displaystyle {\frac {1419^{2}}{\lambda ^{2}}}} |
| Dúralumínium  | 420                   | –                 | 0                 | 380–2,20λ             | 50                    | {\displaystyle {\frac {820^{2}}{\lambda ^{2}}}}  |
| Öntöttvas     | –                     | –                 | 5                 | 776–12λ+0,053λ²       | 80                    | {\displaystyle {\frac {997^{2}}{\lambda ^{2}}}}  |
| Fenyőfa       | –                     | –                 | 0                 | 30–0,2λ               | 100                   | {\displaystyle {\frac {316^{2}}{\lambda ^{2}}}}  |
| Tölgyfa       | –                     | –                 | 0                 | 37,5–0,25λ            | 100                   | {\displaystyle {\frac {354^{2}}{\lambda ^{2}}}}  |

## Külső hivatkozások
- Agárdy Gyula-Lublói László: Mechanika II.